# Bruno Alm
Carl Josef Bruno Alm, född 17 mars 1894, död 9 juni 1970, var en svensk tekniker.
Efter studier utomlands arbetade han bland annat som konstruktör vid E. Thulins flygplansfabrik i Landskrona och vid Tidaholms bruk, och var 1923-35 han anställd inom den svenska tändstickstrusten inom vilken han innehade ledande poster inom det tekniska området, även utomlands. 1935 blev han teknisk direktör för Stockholms-Tidningen och Aftonbladet. Från 1942 var Alm ordförande i tidningsutgivarföreningens tekniska kommitté, 1943 i Grafiska forskningslaboratoriets tekniska nämnd och 1944 vice ordförande i styrelsen för Grafiska institutet.